# Marie-Odile Goulet-Cazé
Marie-Odile Goulet-Cazé (* 21. März 1950 in Gray, Haute-Saône; † 15. März 2023 in La Verrière) war eine französische Klassische Philologin und Philosophiehistorikerin auf dem Gebiet der antiken Philosophie.

## Biografie
Nach dem Baccalauréat in Philosophie (1967) und dem Besuch der Vorbereitungsklassen des Lycée Fénelon in Paris (1968–1970) wurde sie in die École normale supérieure de jeunes filles (Sèvres) aufgenommen (1970), wo sie die Licence in Lettres classiques (griechische, lateinische und klassische französische Literatur, 1970–1971) und die Maîtrise mit einer Arbeit Reconstitution des homélies d’Origène sur Job à partir des fragments caténiques (1971–1972) erwarb. Im Jahr darauf bestand sie die Agrégation in Lettres classiques (1973).
Nach einigen Jahren im Schuldienst (1974–1977) wurde sie 1978 in die von Jean Pépin geleitete Equipe de recherche 76 des Centre national de la recherche scientifique aufgenommen. Dort stieg sie nach der Habilitation à diriger des recherches mit einer Arbeit über Études de philosophie grecque : le cynisme ancien, Diogène Laërce, la Vita Plotini de Porphyre bei Gilbert Romeyer-Dherbey (2000) bis zur Directrice de recherche de première classe (2004) auf. Seit 1999 hatte sie leitende Positionen im Projekt der Année philologique inne, seit 2013 die der Présidente der Société Internationale de Bibliographie classique, die die Année philologique herausgibt.
1988 wurde ihr die Médaille de bronze des CNRS verliehen.
Sie war mit dem Philosophiehistoriker Richard Goulet verheiratet, mit dem sie drei Kinder hat.
Goulet-Cazé arbeitete zum antiken Kynismus und der Positionierung des Stoizismus und des Christentums ihm gegenüber.

## Schriften (Auswahl)
- Le cynisme, une philosophie antique (= Textes et traditions; 29). Librairie philosophique J. Vrin, Paris 2017, ISBN 978-2-7116-2763-9. – Rez. von Susan Prince, in: sehepunkte 18 (2018), Nr. 6, vom 15. Juni 2018
- Cynisme et christianisme dans l’Antiquité (= Textes et traditions; 26). Librairie philosophique J. Vrin, Paris 2014.
  - Kynismus und Christentum in der Antike. Aus dem Französischen übersetzt von Lena R. Seehausen, herausgegeben von Marco Frenschkowski. Vandenhoeck & Ruprecht, Göttingen 2016.
- Artikel: Kynismus. In: Reallexikon für Antike und Christentum Band 22, 2008, S. 631–687.
- Les Kynika du stoïcisme (= Hermes Einzelschriften, 89). Franz Steiner, Wiesbaden 2003. – Rez. von Ricardo Salles, in: Revue Philosophique de Louvain 104, 2006, S. 141–144, online
- (Hrsg. mit R. Bracht Branham), The Cynics. The Cynic Movement in Antiquity and its Legacy (Hellenistic Culture and Society, Band 23). University of California Press, 1996.
- Le Cynisme ancien et ses prolongements. Actes du Colloque international du CNRS (Paris, 22–25 juillet 1991) publiés sous la direction de Marie-Odile Goulet-Cazé et Richard Goulet, Presses universitaires de France, Paris 1993.
- L’Ascèse Cynique. Un commentaire de Diogène Laërce, VI. 70–71 (= Histoire des doctrines de l’antiquité classique, 10). Librairie philosophique J. Vrin, Paris 1986.